# Stipa juncifolia
Stipa juncifolia là một loài thực vật có hoa trong họ Hòa thảo. Loài này được Hughes miêu tả khoa học đầu tiên năm 1921.